# Lamiya Aji Bashar

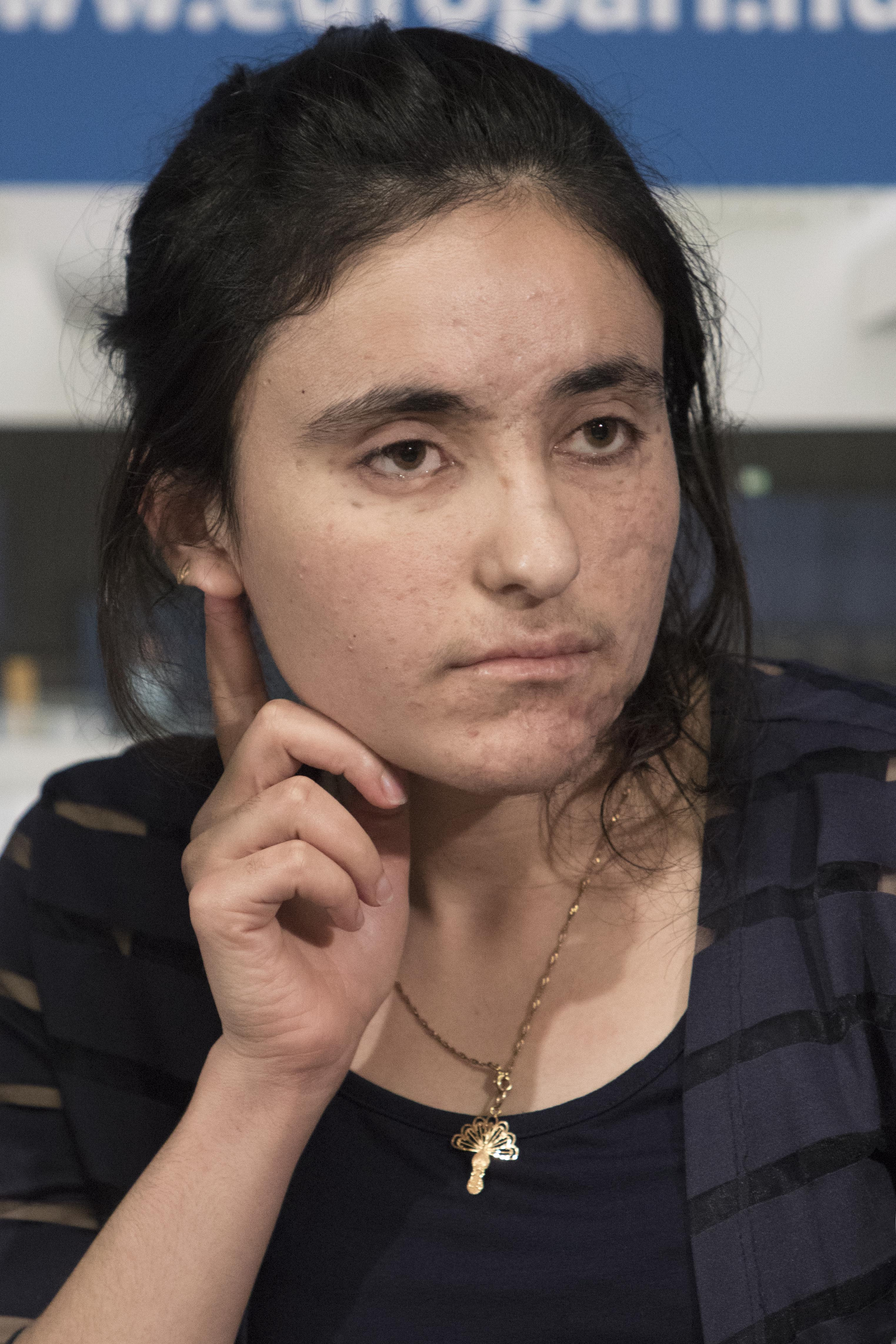
Lamiya Aji Bashar

Lamiya Aji Bashar (Kocho, 1998) is een jezidi mensenrechtenactiviste. Ze is samen met Nadia Murad Basee laureate van de Sacharovprijs 2016 van de Europese Unie. Ze ontving de prijs in Straatsburg in het Europees Parlement tijdens de zitting van 14 december 2016.
Parlementsvoorzitter Martin Schulz motiveerde de keuze op basis van het feit dat hiermee "laten we zien dat hun strijd niet tevergeefs is geweest en dat we bereid zijn hen te helpen in hun strijd tegen de ontberingen en wreedheid gepleegd door deze zogenaamde Islamitische Staat waar nog steeds zo veel mensen aan worden blootgesteld".
Aji Bashar is als seksslavin bij Islamitische Staat (IS) misbruikt en werd na haar vlucht naar Europa een woordvoerster van de slachtoffers van de systematische toepassing van seksueel geweld door IS op vrouwen. Ze vraagt hierbij aandacht voor het lot van de jezidi's in Irak, een religieuze minderheid die het slachtoffer is van de genocide door IS-terroristen.
Op 3 augustus 2014 werden in Kocho bij Sinjar alle mannen door IS vermoord en alle jonge vrouwen werden meermaals doorverkocht en uitgebuit. Aji Bashar kon in april 2016 na meerdere pogingen vluchten maar raakt op de vlucht door een ontploffende landmijn bij de Koerdische grens gewond en bijna blind. Ze ontving medische zorg in Duitsland en werd daar herenigd met familieleden.